# Luxing

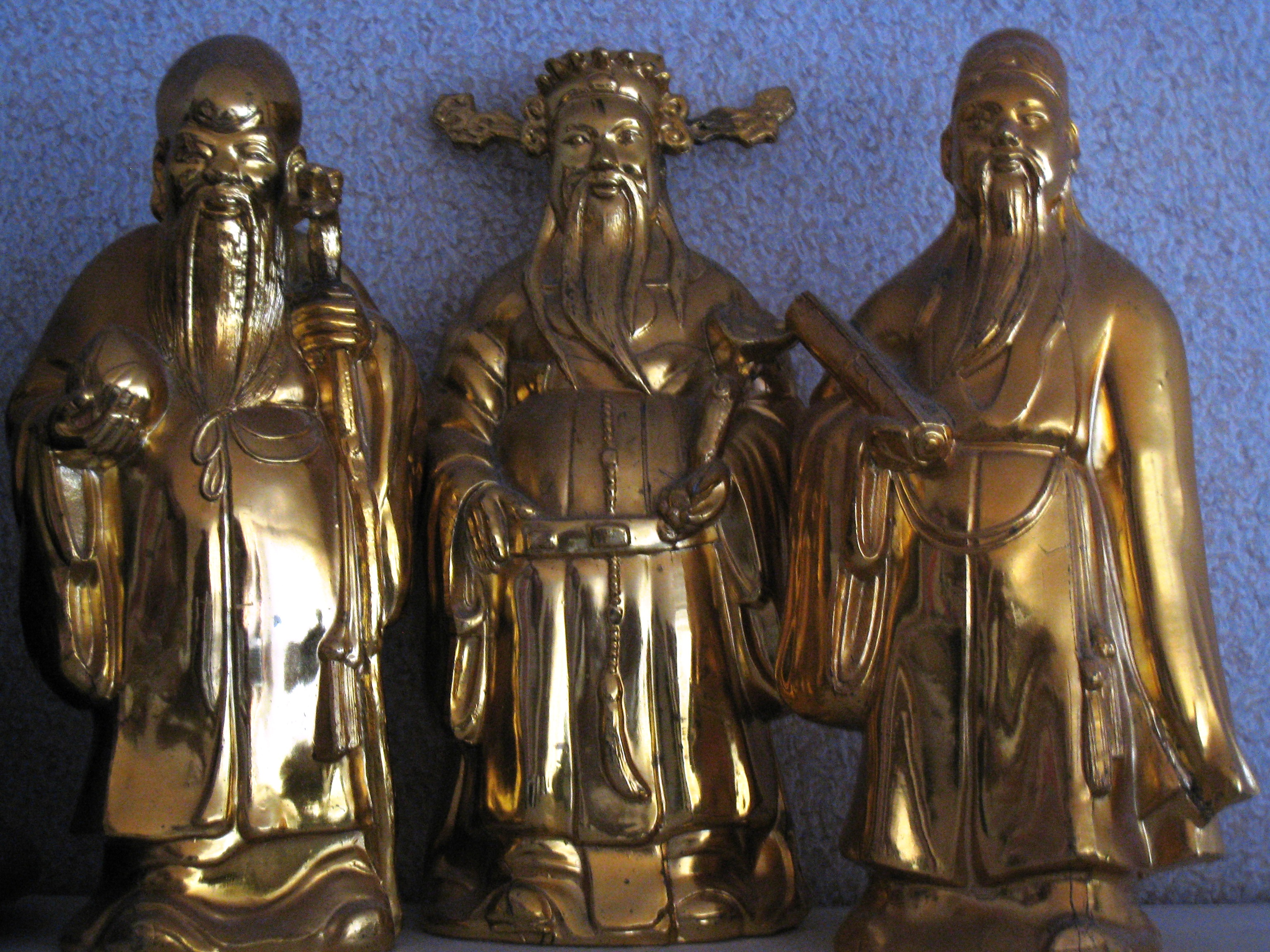
Shoulao, Luxing och Fuxing

Luxing (祿星; Lùxīng) eller Lushen (祿神; Lùshén) var en 'Statusgud' i kinesisk mytologi och en av de tre lyckobringande gudarna Fu, Lu och Shou. Luxing står för rikedom, materiell förmögenhet, välstånd, rang och inflytande
Ordet Lu betyder 'lycka" och 'tjänstemannalön' och kan kopplas till att en karriär som statstjänsteman är kopplat till välstånd och rikedom. Guden Luxing har utvecklats från personen Zhang Xian (張仙), som levde i Sichuan på berget Qingcheng under Senare Shudynastin.
I populärkulturen visualiseras Luxing klädd som en direktör med en pionblomma på huvudet som symboliserar välstånd. Han bär ofta en bäbis och håller ett litet barn i handen. Ibland avbildas han med en ren, eller med ordet för ren (鹿, lù), som har samma uttal som Lu. Ordet Lu uttalas också lika som ordet för 'bokföring' (录/錄, lù) vilket kan referera till statstjänstemännens lönelistor.